# Chu Linh vương
Chu Linh Vương (chữ Hán: 周靈王; trị vì: 571 TCN - 545 TCN), tên thật là Cơ Tiết Tâm (姬泄心), là vị vua thứ 23 của nhà Chu trong lịch sử Trung Quốc.
Ông là con trai của Chu Giản Vương – vua thứ 22 nhà Chu.
Sử ký không ghi chép các sự kiện xảy ra dưới thời Chu Linh vương ở ngôi.
Năm 545 TCN, Chu Linh Vương mất. Ông ở ngôi 27 năm. Ông có hai người con trai là Cơ Tấn và Cơ Quý. Do thái tử Tấn mất sớm nên Cơ Quý lên nối ngôi, tức là Chu Cảnh Vương.